# Rabat-Prozess
Der Rabat-Prozess (frz. Processus de Rabat, engl.: Rabat Process) ist ein zwischenstaatlicher Dialog- und Konsultationsrahmen, der 2006 von Frankreich, Marokko, Senegal und Spanien initiiert wurde, um einen Dialog zu Migration und Entwicklung zwischen den Staaten entlang der westafrikanischen Migrationsrouten zu schaffen. Er bringt seitdem rund sechzig europäische Länder sowie Länder aus Nord-, West- und Zentralafrika, aber auch die Europäische Kommission und die Westafrikanische Wirtschaftsgemeinschaft (ECOWAS) zusammen, um die Herausforderungen im Zusammenhang mit der wachsenden Migration aus Afrika nach Europa zu bewältigen.  Namensgebend ist die Hauptstadt des Königreichs Marokko, Rabat, in der am 10. und 11. Juli 2006 die Gründungskonferenz stattfand. 
Der Rabat-Prozess folgt einem umfassenden Verständnis von Migration und befasst sich daher mit irregulärer Migration, legaler Migration, Migration und Entwicklung sowie Asyl und internationalem Schutz, so die Europäische Kommission, die den Dialog finanziell unterstützt.
Das Sekretariat des Dialogs wird vom International Centre for Migration Policy Development (ICMPD) gestellt. Laut ICMPD ist der Ansatz eines Dialogs im Rahmen von regionalen und internationalen Partnerschaften, wie er diesem Prozess und auch dem Budapest-Prozess, dem Khartoum-Prozess und dem Mediterranean Transit Migration Dialogue zugrunde liege, wesentlich dafür, um in Kernfragen Konsens und Fortschritt zu erzielen.

## Konferenzen
Bisher fanden im Rahmen des Rabat-Prozesses sechs Ministerkonferenzen statt: 2006 in Rabat (Marokko), 2008 in Paris (Frankreich), 2011 in Dakar (Senegal), 2014 in Rom (Italien), 2018 in Marrakesch (Marokko) und 2022 in Cadiz  (Spanien). Diese Konferenzen legen die strategischen Ziele des Rabat Prozesses fest. 
2018 wurden die Marrakesh Political Declaration and Action Plan über Maßnahmen zur Zusammenarbeit in fünf Bereichen verabschiedet. (Sie darf nicht verwechselt werden mit der Ende Januar 2016 verabschiedeten „Marrakesch-Deklaration“ zur Zukunft des religiösen Miteinanders und zu den Rechten von religiösen Minderheiten.) 

## Ziele
Die zehn Aktionsziele, die auf der sechsten Konferenz für den Zeitraum 2023 – 2027 von den anwesenden europäischen und afrikanischen Ländern beschlossen wurden, sind gemäß dem Schlussdokument die folgenden:

„1. Maximierung der positiven Wirkung von regulärer Migration („Maximise the positive impact of regular migration“);
2. Entwicklung eines gemeinsamen Verständnisses der Ursachen von irregulärer Migration und Zwangsvertreibung in der Region des Rabat-Prozesses („Develop a common understanding of the root causes of irregular migration and forced displacement in the Rabat Process region“);
3. Förderung der regulären Migration und Mobilität, insbesondere von jungen Menschen und Frauen, zwischen Europa und Nord-, West- und Zentralafrika, auch durch Talentpartnerschaften („Promote regular migration and mobility, in particular of young people and women, between Europe and North, West and Central Africa, including through Talent partnerships“);
4. Förderung der Erleichterung der Verfahren zur Ausstellung von Visa („Encourage the facilitation of visa issuance procedures“);
5a. Förderung von Maßnahmen zur Verbesserung des Schutzes von Flüchtlingen und anderer Vertriebenen („Promote measures to enhance the protection of refugees and other forcibly displaced persons“);
5b. Förderung von Maßnahmen zur Achtung der Würde und der Menschenrechte von Migranten und schutzbedürftigen Personen ("Promote actions to respect the dignity and the human rights of migrants and persons in need of protection")
6. Förderung der Integration von Flüchtlingen und Vertriebenen in den Aufnahme-Gesellschaften („Promote the integration of refugees and forcibly displaced persons into host communities“);
7. Stärkung der Kapazitäten öffentlicher Einrichtungen, die für integrierter Grenzverwaltung sowie Prävention und Bekämpfung von Menschenschmuggel und -handel zuständig sind („Strengthen the capacities of public institutions with responsible for integrated border management,  prevention and combating of smuggling of migrants and trafficking in human beings“);
8. Verbesserung des Schutzes von geschmuggelten Migranten sowie von Personen, die internationalen Schutz benötigen, und Opfern von Menschenhandel („Improve the protection of smuggled migrants, persons in need of international protection, and victims of trafficking in human beings“);
9. Stärkung der Kapazitäten von zuständigen Behörden, um Identifizierungsprozesse und die Ausstellung von Reisedokumenten zu verbessern und zu gewährleisten („Strengthen the capacities of the competent authorities in order to improve and ensure the identification processes and issuance of travel documents“);
10. Förderung von Programmen, die eine sichere Rückkehr, auch aus Transitländern, und nachhaltige Re-Integration von Migranten in voller Achtung ihrer Rechte und ihrer Würde gewährleisten („Encourage programmes aimed at ensuring safe return, including from transit countries, and the sustainable reintegration of migrants, in full respect of their rights and dignity“).“

## Unterzeichnung
2018 hatte sich Ungarn hatte als einziges EU-Land sich geweigert, die Marrakesh Political Declaration zu unterschreiben, durch die die Vorteile von Einwanderung für die globale Entwicklung anerkannt werden. Die Erklärung stelle Migration als ein „notwendiges, positives Phänomen“ dar, begründete Außenminister Péter Szijjártó die ungarische Ablehnung. „Wir denken, dass das eine unausgewogene Herangehensweise ist und missbilligen sie“, erklärte Szijjarto dazu in Marrakesch.